# Gertrud Thürmer
Gertrud Thürmer (geborene Hörstebrock; * 24. April 1900 in Oberrahmede, Westfalen; † 16. Juli 1986 in Dresden) war eine deutsche Politikerin (LDPD). Sie war Abgeordnete des Sächsischen Landtags und der Volkskammer der DDR.

## Leben

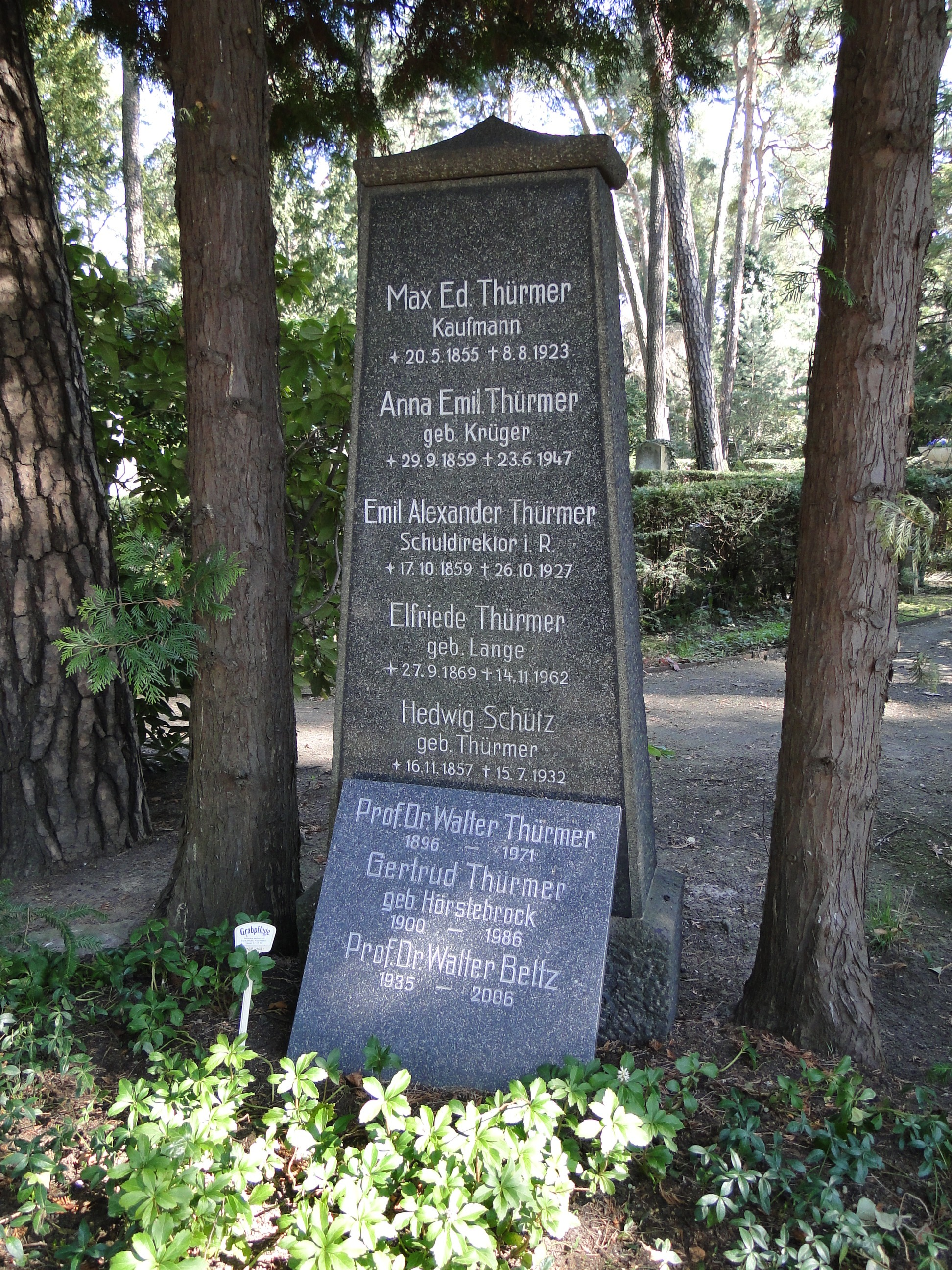
Grab von Gertrud Thürmer auf dem Urnenhain Tolkewitz

Thürmer, Tochter eines Superintendenten, war gelernte Kindergärtnerin. Als Musikstudentin besuchte sie die Westfälische Hochschule für Musik in Münster und das Konservatorium in Dresden und wurde Organistin. Während dieser Zeit wohnte sie bei ihrer Schwester Dorothea und ihrem Schwager Johannes Dieckmann und lernte ihren Mann Walter Thürmer kennen. Sie gehörte vor 1933 der Deutschen Volkspartei (DVP) an.
Nach dem Zweiten Weltkrieg trat sie 1945 in die Liberaldemokratische Partei Deutschlands (LDP) ein und arbeitete von 1945 bis 1947 als Vorsitzende des Landesfrauenausschusses Sachsen. Ab Juni 1946 war sie Mitglied der beratenden Versammlung von Sachsen. Im Juli 1946 wurde sie auf dem I. Parteitag der LDP in Erfurt als Frauenvertreterin in den Zentralvorstand der LDP gewählt. Von Oktober 1947 bis Januar 1949 gehörte sie dem LDP-Landesvorstand Sachsen an. Von Oktober 1946 bis Juli 1952 war sie Mitglied des Sächsischen Landtages und von 1950 bis 1952 Vorsitzende des Ausschusses für Strafvollzug.
Auf dem Gründungskongress des DFD-Landesverbandes Sachsen im Juni 1947 wurde sie zur ersten Landesvorsitzenden gewählt, aber bereits im März 1948 von Mizzi Kaschner abgelöst. Anschließend war sie stellvertretende Landesvorsitzende. Von 1948 bis 1950 war sie Mitglied des Deutschen Volksrates bzw. der Provisorischen Volkskammer. Nach der Auflösung der Länder und Bildung der Bezirke im August 1952  wurde sie Abgeordnete des Bezirkstages Dresden. Ende März 1954 wurde sie stellvertretende Leiterin des „Berliner Büros der Internationalen Konferenz zur friedlichen Lösung der deutschen Frage“, das am 20. November 1959 zu einem Interparlamentarischen Büro der Volkskammer umgebildet wurde.
Sie arbeitete in der Friedensbewegung und der Nationalen Front der DDR. Thürmer war später Ehrenmitglied des DFD-Bezirksvorstandes Dresden und lebte zuletzt als Veteranin in Dresden.

## Auszeichnungen
- 1966 Vaterländischer Verdienstorden in Silber und 1985 in Gold